# Sisawanijahada
Sisawanijahada – gaun wikas samiti we wschodniej części Nepalu w strefie Kośi w dystrykcie Morang. Według nepalskiego spisu powszechnego z 2001 roku liczył on 1341 gospodarstw domowych i 7146 mieszkańców (3437 kobiet i 3709 mężczyzn).